# Andoas
Andoas är en större by i Amazonas regnskog i departementet Loreto nära gränsen till Ecuador. Byn ligger nära ett större oljefält (numrerat 192) och har sitt eget oljeraffinaderi, vilket uppmärksammades internationellt i september 2022 i samband med ett större läckage ut i Paztazafloden, ett större biflöde till Amazonfloden.
Emellertid skiljs ibland byn Andoas från vad som kallas Nuevo Andoas ut av just raffinaderiet, den delen av byn som kallas Nuevo Andoas ligger söder om raffinaderiet, cirka 1 kilometer nedströms.
Andaos har också sin egen flygplats, strax norr om byn, med namnet Andoas-Alferez FAP Alfredo Vladimir Sara Bauer. På kvällen den 5 maj 1995 havererade en Boeing 737-200 vid det landningsförsök nära byn och flygplatsen och 75 av de 88 människorna ombord dog i olyckan. Flygplanet flög emellertid för Occidental Petroleum och var leasat från det Peruvuanska flygvapnet.
Idag flyger bland annat Saeta Peru till Andoas.